# Instituto de Estudos Sociais e Económicos
O Instituto de Estudos Sociais e Económicos (IESE) é uma organização moçambicana independente, de investigação social e económica, criada ao abrigo da lei moçambicana.

Promover pesquisa numa perspectiva interdisciplinar, fazendo convergir diferentes abordagens e grupos de investigação, produzir conhecimento e capacidade intelectual capaz de alimentar e influenciar o debate e políticas públicas, é o objectivo central do IESE.

## História
O IESE foi oficialmente lançado no dia 19 de Setembro de 2007, que ficou a data de aniversário da instituição, com a sua conferência inaugural subordinada ao tema "Desafios para a investigação social e económica em Moçambique". O IESE foi formado por um grupo de académicos moçambicanos num contexto em que a investigação e o debate sistemáticos sobre as problemáticas de desenvolvimento social, económico e político eram quase monopólio de instituições oficiais, nomeadamente o governo, instituições financeiras internacionais e países doadores, o que impunha uma certa abordagem e visão do mundo. O IESE surgiu para romper com este monopólio, introduzindo outras abordagens, gerando outras perspectivas, perguntas de investigação e de debate. O outro propósito era sistematizar a sua investigação, criar uma memória do conhecimento, desenvolver linhas de pesquisa contínuas e contribuir para que a investigação multidisciplinar e independente emergisse como uma força alternativa no pensamento, no debate e na acção.”

## Actual Direcção
- Director: Euclides Gonçalves
- Planificação e Monitoria: Ângela da Cunha
- Administração: José Júnior

## Conselho Científico
- Carlos Nuno Castel-Branco
- Euclides Gonçalves
- Kátia Taela
- Luís de Brito
- Salvador Forquilha
- Sérgio Chichava

## Actividades e Áreas de Pesquisa
O IESE foi pioneiro e manteve-se na vanguarda na construção de uma série de temas de discussão que gradualmente se vão tornando dominantes no debate público: a crítica ao paradoxal modo de crescimento económico e acumulação de capital, com carácter extractivo, poroso e afunilado, e gerador de dinâmicas de empobrecimento e exclusão social e económica; o debate sobre a inserção dos megaprojectos na economia nacional, a mobilização doméstica de recursos e a sua utilização; o debate sobre a financeirização do capitalismo nacional, em linha com as dinâmicas globais, a emergência de uma bolha económica e dos seus efeitos especulativos associados com a porosidade económica e, em particular, com a aceleração do endividamento público no contexto económico nacional; a problemática das ligações entre empresas em economia extractiva e afunilada; a mudança do foco do debate sobre política económica de “recursos” para “problemas” a resolver; as dinâmicas de emprego, saúde social e empobrecimento nas zonas rurais; sistemas políticos e eleitorais e questões vitais da democratização nacional, descentralização governativa e os serviços públicos; o impacto das dinâmicas demográficas na configuração dos mecanismos de protecção social; a situação dos idosos no País; a questão da pertinência, viabilidade e sustentabilidade de uma pensão universal para idosos; o papel das poupanças (interna e externa) no contexto da estratégia de crescimento económico moçambicana; a relação tensa e dinâmica entre Moçambique e economias emergentes, entre outros

### A actividade de pesquisa do IESE se estrutura em quatro grupos temáticos
- Grupo de Economia e Desenvolvimento
- Grupo de Pobreza e Protecção Social
- Grupo de Cidadania e Governação
- Moçambique e economias Emergentes

## Valores e Princípios Institucionais
O IESE guia-se por princípios de ética, transparência e integridade e orienta a sua estratégia e actividades de acordo com os seguintes valores: (i) Independência científica e liberdade académica; (ii) Interdisciplinaridade; (iii) Pluralismo intelectual; (iv) Rigor na investigação e produtividade; (v) Relevância social; (vi) Unidade institucional; (vii) Direitos iguais e não discriminação.

## Livros da Série "Desafios para Moçambique"
A série “Desafios para Moçambique” foi iniciada em 2010, quando se iniciou um novo ciclo político em Moçambique após as eleições gerais e presidenciais de Outubro de 2009. Na altura, o IESE já se tornara incontornável no debate público nacional e o instituto decidiu iniciar a produção de uma série que reciclasse investigação já realizada para atingir três objectivos. Primeiro, tornar essa investigação acessível ao grande público. Segundo, mostrar como a investigação poderia ser usada no debate, formulação e análise de políticas públicas. Terceiro, identificar desafios reais para a sociedade, explica-los e oferecer opções de análise e de debate.

## Conferências Internacionais

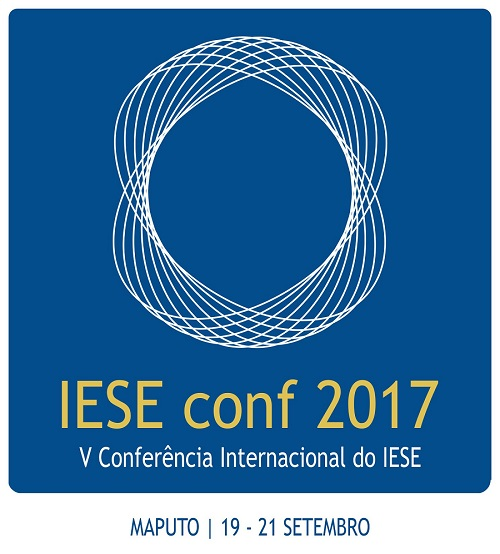

- 2022 - VI conferência acadêmica do IESE, subordinada ao tema "Conflito, Violência e Desenvolvimento", Maputo, 19, 20 e 21 de Setembro de 2022
- 2017 - V conferência acadêmica do IESE, subordinada ao tema "Desafios da Investigação Social e Económica em Tempos de Crise", Maputo, 19, 20 e 21 de Setembro de 2017
- 2014 – IV conferência académica do IESE, subordinada ao tema “Estado, Recursos Naturais e Conflito: Actores e Dinâmicas”, Maputo, 27-28 de Agosto de 2014.
- 2012 - III conferência académica do IESE, subordinada ao tema “Moçambique: Acumulação e Transformação num Contexto de Crise Internacional”, Maputo, 4-5 de Setembro de 2012.
- 2009 – II conferência académica do IESE, subordinada ao tema “Dinâmicas da pobreza e padrões de acumulação económica em Moçambique”, Maputo, 22-23 de Abril de 2009.
- 2007 – Conferência inaugural do IESE, subordinada ao tema “Desafios para a investigação social e económica no Moçambique de hoje”, Maputo, 19 de Setembro de 2007.

## Financiamento
Os actuais financiadores do IESE são:
- Agência Suíça de Desenvolvimento e Cooperação/ Embaixada da Suíça
- Embaixada da Suécia
- Ministério dos Negócios Estrangeiros da Irlanda (Cooperação Irlandesa)

## Ligações Externas
Website Oficial do IESE